# العضلات غير المتزامنة
العضلات غير المتزامنة هي العضلات التي لا توجد فيها علاقة فردية بين التحفيز الكهربائي والانقباض الميكانيكي. توجد هذه العضلات في 75% من الحشرات الطائرة ، وقد تطورت بشكل متقارب بين 7 - 10 مرات.  على عكس نظيراتها المتزامنة التي تنقبض مرة واحدة لكل إشارة عصبية. تعمل التذبذبات الميكانيكية على تحفيز إنتاج القوة في العضلات غير المتزامنة. عادةً ما يكون معدل الانقباض الميكانيكي أكبر بمقدار [[أسي ]] من الإشارات الكهربائية.  على الرغم من أنها تحقق قوة ناتجة أكبر وكفاءة أعلى عند الترددات العالية، إلا أن تطبيقاتها محدودة بسبب اعتمادها على التمدد الميكانيكي.

## البنية

### بنية جزيئية

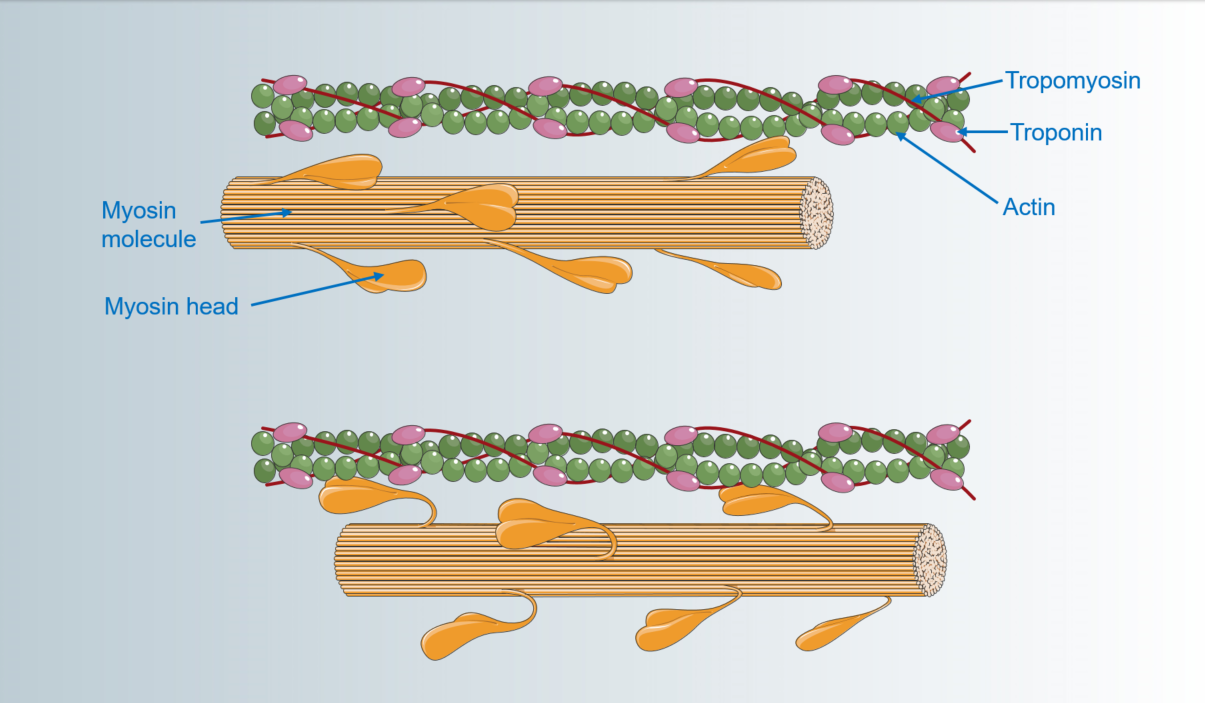
المكونات الجزيئية للألياف العضلية. لا يمكن للعضلة أن تنقبض إلا عندما يتم يأتي الكشف عن مواق الأكتين لربط رؤوس الميوسين. يتم إنشاء هذا المنتج بواسطة خادم Medical Art واسيٌستخدمه بموجب ترخيص عام 3.0.

الآليات الجزيئية الدقيقة التي تستخدمها العضلات غير المتزامنة غير معروفة، ولكن يُعتقد أن العضلات غير المتزامنة ليس لها هياكل جزيئية فريدة مقارنة بنظيراتها المتزامنة (الموجودة في الفقريات) . أظهرت دراسة تبحث في عضلات القوة غير المتزامنة في النحل الطنان باستخدام مقاطع فيديو بطريقة حيود الأشعة السينية أن الأكتين والميوسين وحدهما كافيان لتوليد سلوك غير متزامن.  يساعد هذا الاكتشاف في تفسير كيفية تطور العضلات غير المتزامنة بشكل مستقل في تصنيفات الحشرات.  وقد اكتــٌشف عمل أحدث باستخدام تقنيات حيود الأشعة السينية المماثلة في ليثوسيروس يٌبدي أن جسور التروبونين قد تلعب دورًا حاسمًا في تنشيط التمدد. عندما يتم تمدد العضلة، تعمل هذه الجسور على تحريك التروبوميوسين لإظهار مواقع ربط الميوسين والأكتين.  لا يمكن للعضلة إنتاج القوة إلا عندما يتم تنشيط هذه المواقع.

### الميكروسكوبية
تؤدي العديد من التغييرات في البنية الكلية للعضلات غير المتزامنة إلى تزويدها بإنتاجية عالية للقوة والكفاءة عند ترددات الانقباض العالية. أحد التكيفات المهمة هو أن العضلات غير المتزامنة تحافظ على مستوى منشط من الكالسيوم بدلاً من تدوير الكالسيوم بين الانقباضات. وهذا واضح في مدة ارتعاشهم الطويلة . ويرجع هذا إلى وجود شبكة ساركوبلازمية احتياطية نسبيًا. بسبب متطلبات إنتاج القوة العالية، يتم زيادة سٌمك الألياف العضلية والألياف العضلية الصغيرة myofibril، وتؤدي إلى زيادةكمية ATP إلى كثافات عالية للميتوكوندريا .  في كوتينوس موتابيليس ، تتكون العضلات غير المتزامنة من 58.1% من الميوفيبريل، و36.7% من الميتوكوندريا، و1.6% من الشبكة الساركوبلازمية . بالمقارنة، تتكون العضلات المتزامنة في Schistocerca americana من 65% من الألياف العضلية، و23.5% من الميتوكوندريا، و9.6% من الشبكة الساركوبلازمية.  على الرغم من أن العضلة المتزامنة تحتوي على نسبة أعلى من الميوفيبريل، إلا أن مساحة المقطع العرضي للميوفيبريل غير المتزامن هي 3.7  ميكرومتر2 مقابل 0.82  ميكرومتر2 في العضلات المتزامنة للأنواع الموصوفة سابقًا. 

## الخواص

### عدم التزامن بين التحفيز الكهربائي وانقباض العضلات
السمة المميزة للعضلات غير المتزامنة هي أنه لا توجد علاقة مباشرة بين التنشيط العصبي وانقباض العضلات . عادةً ما يكون عدد انقباضات العضلات أكبر بعشرات المرات من عدد تأدية الفعل المرسلة إلى العضلة. بدلاً من التحكم المباشر في توليد القوة، تعمل الإشارات العصبية على إبقاء [Ca 2+ ] فوق الحد الذي يسمح بحدوث تنشيط التمدد.  بالنسبة للعضلات غير المتزامنة، يُعتقد عادةً أن المدخلات العصبية عبارة عن "مفتاح تشغيل وإيقاف" بينما يؤدي التحفيز الميكانيكي إلى انقباضات عضلية فردية. ومع ذلك، كشفت الدراسات الحديثة باستخدام ذبابة الفاكهة المعدلة وراثيًا عن وجود ارتباط بين [Ca 2+ ] وإنتاج القوة.  وقد أظهرت المزيد من الأبحاث عدم تناسق الكالسيوم الثنائي الشحنة في ذبابة الفاكهة .  تشير هذه النتائج إلى وجود مستوى معين من التحكم العصبي يتجاوز حالة "التشغيل" أو "الإيقاف" البسيطة.

### تأخير تنشيط التمدد وتأخير إلغاء تنشيط التقصير

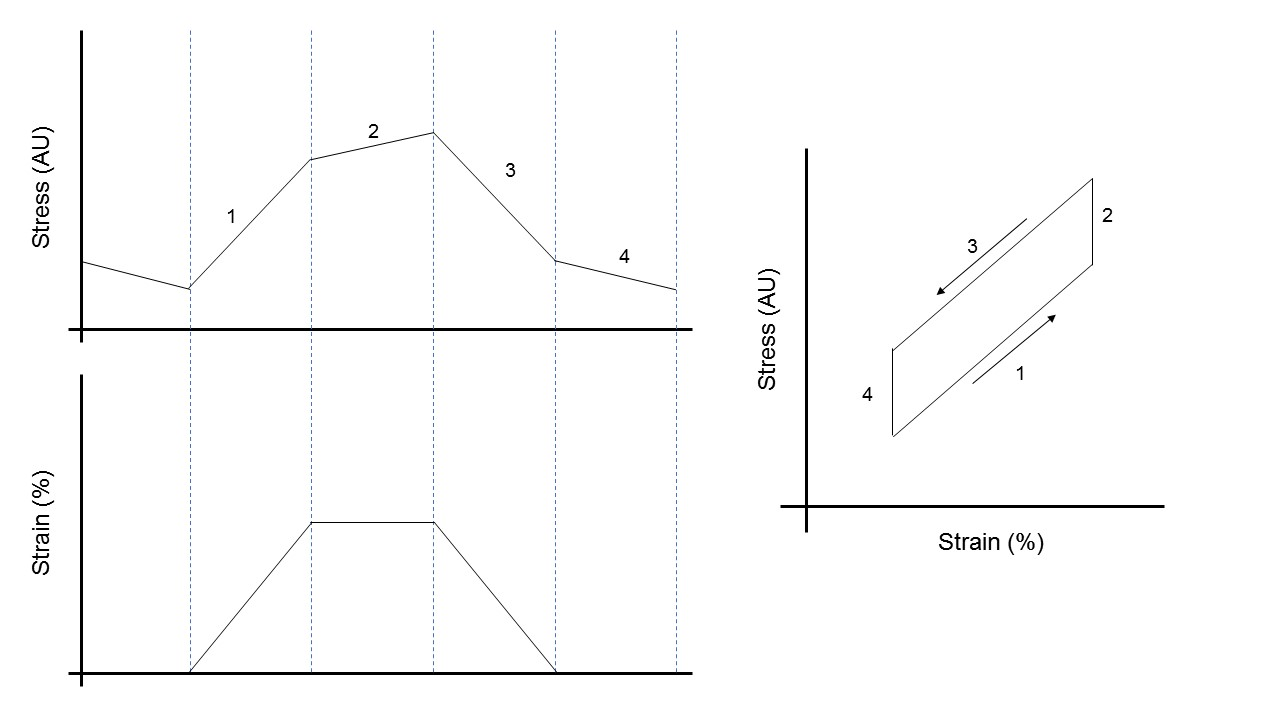
رسم بياني ، يسار: المحور الرأسي يبين الإجهاد الناتج عن العضلة غير المتزامنة في تجربة التمدد والمسك والإطلاق والمسك. يمين: رسم بياني للإجهاد والانفعال يوضح إنتاجية الشغل (العمل) الإيجابية. العمل الناتج يساوي المساحة الموصوفة بحلقة الشغل (الرسم البياني إلى اليمين). مقتبس من.

يسمح التنشيط المتأخر للتمدد وإلغاء التنشيط المتأخر للتقصير للعضلات غير المتزامنة بتوليد عمل إيجابي تحت التذبذبات الدورية.  عندما تقصر العضلة، تنخفض القوة وتستمر في الانخفاض حتى عندما يظل طول العضلة ثابتًا. وبالمثل، عندما تطول العضلة، تزداد القوة وتستمر في الزيادة بعد أن يظل طول العضلة ثابتًا.  وبسبب هذه التأخيرات، فإن العمل الذي تنتجه العضلة أثناء التقصير يكون أكبر من العمل الذي تمتصه أثناء الإطالة، وبالتالي إنتاج عمل إيجابي. على النقيض من ذلك، تمتص العضلات المتزامنة العمل في ظل ظروف مماثلة.  يستهلك كلا النوعين من العضلات ATP لدفع إنتاج القوة وإنتاج العمل. 

### مدة الارتعاش طويلة
تعتبر مدة التقلصات الطويلة نتيجة وظيفية للخصائص العيانية للعضلة غير المتزامنة. نظرًا لأن العضلات غير المتزامنة يمكنها توليد الطاقة دون الحاجة إلى تدوير الكالسيوم بين الانقباضات، فإن المعدل المطلوب لتنظيم الكالسيوم يكون أبطأ بشكل ملحوظ. بالإضافة إلى الانخفاض في الشبكة الساركوبلازمية، فإن أقطار الميوفبريلات الكبيرة نسبيًا تؤدي إلى زيادة أوقات انتشار Ca 2+ . في تجارب التقلصات المتساوية القياس، وُجد أن مدة تقلص العضلات غير المتزامنة في سمكة Cotinuكوتينوس موتابيليس s تبلغ 125 مللي ثانية. وفي الدراسة نفسها، بلغت مدة تقلص العضلات المتزامنة في سمكة شيستوزيركا اميريكانا 40 مللي ثانية.  لذلك، تستجيب العضلات غير المتزامنة ببطء للمحفزات العصبية. في حالة طيران الحشرات، فإن التحفيز الكهربائي وحده بطيء للغاية للتحكم في العضلات. بالنسبة لــ كوتينوس موتابيليس ، فإن مدة الارتعاش أطول بعشر مرات من فترة رفرفة الجناح. 

## الأهمية الوظيفية

### خصائص الرنين
في الحالة البسيطة يمكن اعتبار تلك الظاهرة رنان توافقي
تُنتج العضلات غير المتزامنة عملاً عند تعرضها لتذبذبات ميكانيكية، شريطة وجود كمية كافية من الكالسيوم.[1][6] ويمكن تحقيق ذلك بإحدى طريقتين. أولًا، يمكن تكوين عضلتين متضادتين بهياكل مرنة بحيث يؤدي انقباض إحداهما إلى تمدد الأخرى، مما يؤدي إلى تنشيطها، والعكس صحيح. يوجد هذا التكوين في عضلات القوة لدى الحشرات الطائرة.[7] ثانيًا، يمكن لعضلة غير متزامنة واحدة أن تُشوّه عنصرًا مرنًا، مما يؤدي بدوره إلى تمدد العضلة وتقلصها مرة أخرى. تستخدم ذبابة الفاكهة هذا التكوين لتذبذب الأعضاء الحسية الميكانيكية المعروفة باسم "الهالترات".[8] طالما أن التحفيز العصبي يُشغّل العضلات، سيستمر كلا النظامين في التذبذب. يمكن اعتبار هذه الأنظمة أنظمة رنينية، حيث يعتمد تردد التذبذب فيها على المرونة والتخميد والقوة المطبقة على النظام.[9]
في حالة مبسطة: يمكن اعتبار هذا بمثابة مذبذب توافقي مخمد خطيًا، حيث يكون التردد الرنيني المخمد :
{\displaystyle \omega ={\sqrt {{\bigg (}{\frac {k}{m}}{\bigg )}(1-\zeta ^{2})}}.}
نسبة التهدئة ζ تعتمد على c معامل التهدئة ، وعلىm كتلة النظام ، و k مرونة النظام وتنطبق عليهم المعادلة :
{\displaystyle \zeta ={\frac {c}{2{\sqrt {mk}}}}.}

## مزايا التحكم في القوة
تتخلى العضلات غير المتزامنة عن التحكم العصبي والمرونة مقابل إنتاج قوة وكفاءة عالية. ونظرًا لطول مدة تقلص العضلات غير المتزامنة، فإن التحكم العصبي يكون بطيئًا جدًا في إمداد الجسم بالطاقة اللازمة للانطلاق. على سبيل المثال، تنقبض العضلات غير المتزامنة في سمكة Cotinus mutabilis أسرع بعشر مرات من المتوقع نظرًا لطول تقلصاتها. ولأن هذه العضلات تعتمد على تنشيط الإستطالة والتمدد، فهي تحتاج إلى قوة خارجية لكي تعمل. علاوة على ذلك، فهي مفيدة فقط عندما تختار الظروف التطورية عضلة تنقبض تفاعليًا ضد تمدد مفروض. على سبيل المثال، في حالة المسك، سيكون من الضار للعضلات المضادة أن تنقبض تلقائيًا. على الرغم من هذه العيوب، فإن العضلات غير المتزامنة مفيدة للتذبذبات عالية التردد، كما هي في الحشرات الطائرة. فهي أكثر كفاءة من العضلات المتزامنة لأنها لا تتطلب تنظيمًا مكلفًا للكالسيوم. وهذا يسمح بتغييرات في بنيتها العيانية لزيادة إنتاج القوة.

## تطبيقات
العضلات غير المتزامنة تُمكّن الطيران لدى معظم أنواع الحشرات. أ: الأجنحة، ب: مفصل الجناح ، ج: العضلات الظهرية البطنية تُمكّن الصعود. د: العضلات الظهرية الطولية (DLM) تُمكّن الهبوط. تكون هذه العضلات موجهة خارج الصفحة.

العضلات غير المتزامنة تُمكّن الطيران في معظم أنواع الحشرات. أ: الأجنحة ب: مفصل الجناح ج: العضلات الظهرية البطنية تُمكّن الصعود د: العضلات الظهرية الطولية (DLM) تُمكّن الهبوط. تُوجَّه العضلات الظهرية الطولية (DLM) خارج الصفحة.

### طيران الحشرات
يؤدي تصغير الحشرات إلى ارتفاع ترددات خفقان الأجنحة، حيث تصل ترددات خفقان الأجنحة في البعوض إلى 1000 هرتز. ونظرًا لكفاءتها العالية في إنتاج القوة وترددها، تُستخدم العضلات غير المتزامنة في طيران الحشرات لدى 75% من الأنواع. تمتلك هذه الحشرات زوجين من العضلات غير المتزامنة المتضادة التي تُنتج معظم القوة اللازمة للطيران. هذه العضلات موجهة بحيث عندما ينقبض أحد الزوجين، يُستطال الآخر ، وعندما يُمدّد العضلة الأولى إلى تقلص العضلة الثانية. نفس التغيرات الصدرية تُهزّ الأجنحة. باستخدام الصدر المرن لتخزين الطاقة وإعادتها أثناء تباطؤ الأجنحة وتسارع اللاحقة، تتمكن ذبابة الفاكهة من تقليل استهلاك الطاقة بنسبة 10%. وهذا يؤدي إلى نظام رنين عالي الكفاءة.
عندما تتطابق ترددات خفقات الجناح مع تردد رنين نظام عضلات الصدر، يكون الطيران أكثر كفاءة. ولتغيير ترددات خفقات الجناح لتجنب العوائق أو توليد المزيد من قوة الرفع، تستخدم الحشرات عضلات تحكم أصغر، مثل عضلات الجنب القصية، لتقوية الصدر. يتضح من المعادلات الواردة في قسم خصائص الرنين أن التردد الطبيعي للنظام يزداد مع الصلابة. لذلك، يؤدي تعديل صلابة الصدر إلى تغيرات في تردد خفقات الجناح.

### قلوب الثدييات
على الرغم من أن عضلات القلب ليست غير متزامنة تمامًا، إلا أنها تُظهر خصائص تنشيط التمدد المتأخر. فمع إطالة عضلة القلب، تحدث زيادة فورية في القوة بسبب عناصر مرنة شبيهة بالزنبرك في العضلة. وبعد فترة زمنية، تُولّد العضلة زيادة ثانية في القوة، ناتجة عن تنشيط التمدد المتأخر كما هو الحال في العضلات غير المتزامنة تمامًا. تُفيد هذه الخاصية وظائف القلب من خلال الحفاظ على توتر العضلات الحليمية طوال الدورة الانقباضية بعد مرور الموجة الكهربائية بفترة طويلة. ومن خلال تنشيط التمدد، يمكن للقلب التكيف بسرعة مع تغيرات معدل ضربات القلب.

### الروبوتات المستوحاة من الكائنات الحية
نظرًا للتحديات الناشئة عن التصغير، مثل ضعف حجم المحركات الكهربائية، اتجه الباحثون نحو الحشرات لتطوير روبوتات طائرة بمقاييس سنتيمترية. وعلى الرغم من أن المحركات في روبوبي ليست غير متزامنة، إلا أنها تستخدم عناصر مرنة لنقل القوى من "عضلاتها" (المحركات الكهرضغطية) لرفرفة الأجنحة. على غرار الحشرات الطائرة، فإنها تستغل الرنين لتحسين الكفاءة بنسبة 50%.

## إقرأ أيسضا
- طيران الحشرات
- انقباض عضلي
- صدر الحشرة

## روابط خارجية
- The Physics, Neurobiology and Ecophysiology of Insect Flight Lab
- Dickinson Lab